# Оксибутират натрия
Гидроксибутират натрия (лат. Natrium oxybutyricum, также оксибат натрия, сленг. бутират, ксюха) — лекарственное средство, натриевая соль γ-гидроксимасляной кислоты.
Применяется в неврологии, а также анестезиологии и офтальмологии. В силу своих свойств используется также как наркотик.
Раствор оксибутирата натрия входит в перечень жизненно необходимых и важнейших лекарственных препаратов в качестве препарата для общей анестезии (по состоянию на 2015 год).

## Свойства и получение
Оксибутират натрия является натриевой солью γ-оксимасляной кислоты, которая, в свою очередь, по химическому строению и фармакологическим свойствам близка к γ-аминомасляной кислоте (ГАМК).
По физическим свойствам: белый или белый со слабым желтоватым оттенком гигроскопичный кристаллический порошок со слабым специфическим запахом. Легко растворим в воде, растворим в спирте.
Получают щелочным гидролизом γ-бутиролактона:
{\displaystyle {\ce {C4H6O2 + NaOH -> C4H7NaO3}}}

## История
Впервые гамма-оксимасляная кислота (ГОМК) была выделена в 1874 году русским химиком-органиком Александром Зайцевым. Методика синтеза была опубликована в 1929 г. Это вещество не вызывало у исследователей особого интереса, пока А. Лабори не занялся изучением его биологической роли. Лабори обнаружил, что гамма-оксимасляной кислоте свойственен ряд эффектов, не характерных для гамма-аминомасляной кислоты (ГАМК). В течение многих лет проводились интенсивные исследования гамма-оксимасляной кислоты.

## Фармакология
Активирует обменные процессы в тканях мозга, сердца, сетчатке глаза, повышает их устойчивость к гипоксии. Улучшает сократительную способность миокарда, микроциркуляцию, клубочковую фильтрацию (стабилизирует функцию почек в условиях кровопотери).
По данным справочника М. Д. Машковского, оксибутират натрия обладает элементами ноотропной активности; характерным является его выраженное антигипоксическое действие; он повышает устойчивость организма, в том числе тканей мозга, сердца, а также сетчатки глаза, к кислородной недостаточности. Препарат оказывает седативное и центральное миорелаксантное действие, в больших дозах вызывает сон и состояние наркоза. Анальгетического влияния он не оказывает, но усиливает действие анальгезирующих, а также наркотических средств. Характеризуется также противошоковым действием.
В отличие от аминалона (ГАМК), оксибутират натрия легко проникает через гематоэнцефалический барьер в ЦНС.

## Медицинское использование
В мировой практике оксибутират натрия используется прежде всего в неврологии. В США этот препарат одобрен FDA для лечения избыточной дневной сонливости, связанной с нарколепсией. FDA, Минздрав Канады, Европейское агентство лекарственных средств и Швейцарское агентство терапевтических продуктов также одобрили применение оксибутирата натрия в лечении катаплексии, связанной с нарколепсией. Американская академия медицины сна рекомендует оксибутират натрия для лечения катаплексии, дневной сонливости и нарушений сна по причине нарколепсии. Является также единственным разрешенным Всемирным антидопинговым агентством средством от нарколепсии.
В США считается орфанным препаратом, изучение которого в качестве лекарства от нарколепсии началось в 1994 году по инициативе соответствующего подразделения FDA. До этого препараты ГОПБ продавались как биодобавки, но в 1990 году были запрещены FDA из-за летальных случаев при немедицинском использовании.
Американский производитель препарата компания Jazz Pharmaceuticals в 2010 году завершила клинические исследования оксибутирата натрия в качестве лекарства от фибромиалгии, однако FDA отклонила заявку компании.
Ведутся исследования эффективности препарата в борьбе с болезнью Паркинсона, синдромом хронической усталости, шизофренией, психогенным перееданием, тремором и другими расстройствами движения, не связанными с паркинсонизмом, хроническими кластерными головными болями.
В Италии используется для лечения алкогольного абстинентного синдрома и зависимости.
В российской практике, помимо этого, считается, что оксибутират натрия применяют у больных с невротическими и неврозоподобными состояниями, при интоксикациях и травматических повреждениях ЦНС; имеются некоторые данные об эффективности оксибутирата натрия при невралгии тройничного нерва.
На постсоветском пространстве существует практика применения оксибутирата натрия в качестве ненаркотического средства для наркоза при неполостных малотравматических операциях с сохранением спонтанного дыхания, а также для вводного и базисного наркоза в хирургии, акушерстве и гинекологии, особенно у больных, находящихся в состоянии гипоксии; в детской хирургии; при проведении наркоза у лиц пожилого возраста.
Кроме того, со ссылкой на недоступную версию неуказанного издания справочника Машковского, утверждают, что в офтальмологической практике оксибутират натрия применяли у больных с первичной открытоугольной глаукомой (наряду со специфической терапией) для активации окислительных процессов в сетчатке и улучшении в связи с этим зрения.

## Побочные действия
Считается, что оксибутират натрия хорошо переносится пациентами. В американских клинических исследованиях пациенты чаще всего сообщали о таких побочных эффектах, как тошнота, головокружение, головная боль, рвота, сонливость и недержание мочи. Некоторые пациенты также испытали потерю веса — от умеренной до существенной. Это может быть связано с тем, что у них изменилась структура сна, увеличились фазы глубокого сна, что привело к изменению метаболизма. Помимо этого, многие отмечали снижение аппетита в дневное время.
Синдром отмены проявлялся галлюцинациями, беспокойством, спутанным сознанием, патологическим мышлением, нарушениями сна, депрессией.
Во время применения препарата в США с 2002 по март 2008 года из примерно 26 тысяч пациентов, принимавших оксибутират натрия, лишь 10 стали им злоупотреблять, четверо впали в зависимость, восемь столкнулись с синдромом отмены (в том числе трое зависимых). В двух случаях было подтверждено, что употребление препарата способствовало изнасилованию (в обоих случаях женщины принимали препарат осознанно). Из 21 смерти пациентов одна была связана с оксибутиратом, три случая относятся к ДТП с участием пациентов-водителей.
В 2011 году фармацевтическая компания Jazz Pharmaceuticals получила от FDA предупреждение в связи с нарушениями при обработке данных о серьёзных побочных действиях препарата.
В российской практике считается, что оксибутират натрия оказывает существенного влияния на сердечно-сосудистую систему, дыхание, печень и почки. При быстром внутривенном введении возможны двигательное возбуждение, судорожные подергивания конечностей и языка. Эти осложнения купируются барбитуратами, нейролептиками, промедолом. Иногда бывает рвота (при внутривенном введении и приёме внутрь). При быстром внутривенном введении и передозировке возможна остановка дыхания, которую удаётся ликвидировать искусственной вентиляцией лёгких. При выходе из наркоза возможно двигательное и речевое возбуждение. Для ускорения выведения из наркоза может быть использован бемегрид. При длительном применении больших доз оксибутирата натрия может развиться гипокалиемия.
Считается также, что препарат противопоказан при гипокалиемии, миастении, осторожность требуется при токсикозах беременных с гипертензивным синдромом и при назначении препарата людям, работа которых требует быстрой физической и психической реакции. В США оксибутират натрия по отношению к назначению беременным относится к категории C по классификации FDA («риск не исключён»), поскольку подробных исследований этого вопроса с людьми не проводилось, а испытания на животных показали возможные проблемы у плода

## Немедицинское использование

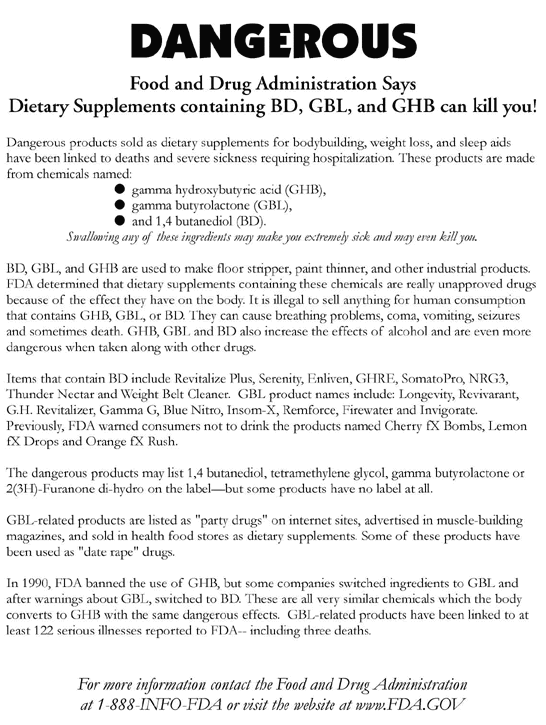
Предупреждение FDA об опасности пищевых добавок, содержащих ГОМК. Ведомство указывает, что запретило производство таких препаратов в 1990 году.

Является депрессантом, часто используемым в качестве психоактивного вещества.

## Правовой статус
В Российской Федерации оксибутират натрия входит в Список III Перечня наркотических средств, как и другие соли γ-оксимасляной кислоты.